# The Insulated World
『The Insulated World』（ジ・インサレイテッド・ワールド）は、日本のバンドDIR EN GREYのメジャー10作目のアルバム。

## 概要
- 『ARCHE』以来、約4年振りとなるオリジナルアルバム。アルバムタイトルには英語で「隔離された世界」という意味。[2]。キャッチコピーは＜真偽は己の中に在る＞。前作アルバム『ARCHE』以降に発表されたシングル表題曲「詩踏み」(2016年)、「人間を被る」(2018年)のボーカルを再レコーディングし、本作用のミキシング/マスタリングを施した2曲に加え、新曲11曲を含む全13曲が収録される[3]。

- 完全生産限定盤(Blu-spec CD2＋特典CD＋特典DVDまたはBlu-ray)、初回生産限定盤(CD+特典CD)、通常盤(CDのみ)の3タイプで発売[2][4]。完全生産限定盤([特典Blu-ray] SFCD-0229〜231)の帯の一部に誤植がある。また、特典映像(Blu-rayまたはDVD)の区別がつきにくくなっている[5]。

- 完全生産限定盤の特典CDには「鬼眼-kigan-」「THE DEEPER VILENESS」「理由」の再構築バージョン、6月30日の東京・新木場STUDIO COAST公演より「腐海」「Ash」「Beautiful Dirt」のライブ音源を収録。Blu-rayもしくはDVDには全国ツアー「TOUR18 真世界」より4月28日の宮城・仙台銀行ホール イズミティ21公演から4曲、6月30日の東京・新木場STUDIO COAST公演から4曲のライブ映像が収められる。初回生産限定盤の特典CDには「鬼眼-kigan-」の再構築バージョン、「腐海」「Beautiful Dirt」のライブ音源の2曲を収録[2]。
- ミキシングはDISC 1は先行シングル「人間を被る」に引き続きダン・ランカスター、DISK 2の再構築楽曲はかつて23rdシングル「激しさと、この胸の中で絡みついた灼熱の闇」を手掛けたイェンス・ボグレンが担当。全てのマスタリングはブライアン・ガードナーが担当している。

- オリコン週間アルバムチャートでは、初週で21,767枚を売り上げ、6位にランクインした[1][6]。

- 前作『ARCHE』は比較的ミドルテンポの曲が多かったことから、全体的に速いテンポで攻撃的な楽曲を多めにすることを意識して作られた。楽曲制作の過程は従来通りメンバー同士でデータのやり取りを行う形に戻ったものの、アルバム曲を作成する中で薫から初めて「途中まででも出来上がっている歌詞を読ませてほしい」と京に連絡を取り、そのイメージを取り入れていったとのこと。京の中では曲順も含めてある程度のストーリーがまとまっており、1曲目と最後の曲を何にするかだけは決まっていたという。

- このアルバムでは1曲1曲が個性を持っているというよりは、アルバム全体が各々の曲を補っているイメージになったという。薫によれば、曲作りに難航した際、それまではアレンジなどをして理想に近づけていたものを、今回は上手くいかなかった曲は潔く捨て、初めの発想から変えないようにした結果、このような構成になった[7]。また、DieやToshiyaは、DIR EN GREYというバンドを追求し、5人がバンドの将来について意識した結果、次のステージに進むためのアルバムになったと語っている[8]。

- 2016年から2年間行われていた過去アルバムを引っ提げた一連のリバイバルツアー『FROM DEPRESSION TO ________ [mode of 16-17]』では、本アルバムから幾つか先行披露された楽曲もある。

- 翌年には30thシングル『The World of Mercy』をリリース。このアルバムの世界観を引き継ぎ、10分の長尺というシングルとなっている。

## 収録曲
全作詞：京　作曲・編曲：DIR EN GREY
DISC 1 (Blu-spec CD2(完全生産限定盤のみ)またはCD)
1. 軽蔑と始まり
原曲は薫。
2. Devote My Life
原曲はToshiya。
3. 人間を被る
ボーカルの一部が録りなおされている。
4. Celebrate Empty Howls
原曲は薫
5. 詩踏み
シングル版とはミキシングが異なっており、ボーカルパートのほぼ全てを再録。ライヴではお馴染みである煽りが、サビの部分で登場する。
6. Rubbish Heap
原曲はDie。
7. 赫
「あか」と読む。原曲はDie。
8. Values of Madness
原曲はToshiya
9. Downfall
原曲は薫。
10. Followers
原曲は薫。
11. 谿壑の欲
「けいがくのよく」と読む。原曲は薫。
12. 絶縁体
原曲は薫。7分強に渡る長尺ナンバー。
13. Ranunculus
原曲は薫。本作の核となる楽曲でPVが制作されている。また当楽曲のアンビエントバージョンがライブ終演後のSEとして流され、後に新型コロナウイルス禍に於けるアーティスト支援の一環として「DIR EN GREY Ambient Collection」と称しSpotify、AWAなどのサブスクリプションサービスにて配信が開始されている。

DISC 2 (CD, 初回生産限定盤)
1. 鬼眼[9]
2. 腐海
Live Take at SHINKIBA STUDIO COAST on June 30, 2018
3. Beautiful Dirt
Live Take at SHINKIBA STUDIO COAST on June 30, 2018

DISC 2 (CD, 完全生産限定盤)
1. 鬼眼[9]
2. THE DEEPER VILENESS[9]
3. 理由[9]
4. 腐海
Live Take at SHINKIBA STUDIO COAST on June 30, 2018
5. Ash
Live Take at SHINKIBA STUDIO COAST on June 30, 2018
6. Beautiful Dirt
Live Take at SHINKIBA STUDIO COAST on June 30, 2018

DISC 3 (Blu-ray or DVD)
- MUSIC CLIP

1. Ranunculus (Promotion Edit Ver.)

- LIVE FOOTAGE

『TOUR18 真世界』2018.4.28 仙台銀行ホール イズミティ21
1. DIFFERENT SENSE
2. 鴉
3. DISABLED COMPLEXES
4. 霧と繭

『TOUR18 真世界』2018.6.30 新木場STUDIO COAST(追加公演)
1. VINUSHKA
2. audience KILLER LOOP
3. REPETITION OF HATRED
4. Behind a vacant image

- BEHIND THE SCENES OF The Insulated World